# United States Show Jumping Hall of Fame
Die United States Show Jumping Hall of Fame and Museum ist eine Stätte zur Ehrung US-amerikanischer Springreiter oder deren Pferden.
Sie befindet sich in dem Freizeitpark Busch Gardens in Tampa, Florida.

## Reiter
| Name                  | Geburts- jahr | Todes- jahr | Aufnahme | Anmerkung |
| --------------------- | ------------- | ----------- | -------- | --------- |
| William Steinkraus    | 1925          | 2017        | 1987     | –         |
| Patrick Butler        | –             | –           | 1988     | –         |
| Jimmy Williams        | –             | –           | 1989     | –         |
| Ben O'Meara           | –             | –           | 1989     | –         |
| Harry Chamberlin      | 1887          | 1944        | 1990     | –         |
| Adolph Mogavero       | –             | –           | 1991     | –         |
| Barbara Worth Oakford | –             | –           | 1992     | –         |
| Robert Rost           | –             | –           | 1993     | –         |
| Joe Green             | –             | –           | 1993     | –         |
| Gordon Wright         | 1903          | 1990        | 1994     | –         |
| Mickey Walsh          | –             | –           | 1995     | –         |
| Richard Donnelly      | –             | –           | 1996     | –         |
| Bobby Egan            | –             | –           | 1997     | –         |
| Fred Wettach          | –             | –           | 1998     | –         |
| Johnny Bell           | –             | –           | 1998     | –         |
| Melanie Smith Taylor  | –             | –           | 1998     | –         |
| Frankin Wing          | –             | –           | 1999     | –         |
| Rodney Jenkins        | –             | –           | 1999     | –         |
| George H. Morris      | –             | –           | 2000     | –         |
| Eugene Mische         | –             | –           | 2001     | –         |
| Honey Craven          | 1904          | 2003        | 2002     | –         |
| J Russell Stewart     | –             | –           | 2003     | –         |
| Michael Matz          | 1951          | –           | 2005     | –         |
| Conrad Homfeld        | 1951          | –           | 2006     | –         |
| Joe Fargis            | 1948          | –           | 2007     | –         |
| John Steele           | –             | –           | 2009     | –         |

## Pferde
| Name           | Geburts- jahr | Todes- jahr | Aufnahme | Anmerkung |
| -------------- | ------------- | ----------- | -------- | --------- |
| Idle Dice      | –             | –           | 1987     | –         |
| San Lucas      | –             | –           | 1990     | –         |
| Snowman        | 1949          | 1974        | 1992     | –         |
| Trail Guide    | –             | –           | 1995     | –         |
| Heatherbloom   | –             | –           | 1996     | –         |
| Jet Run        | –             | –           | 1996     | –         |
| Sun Beau       | –             | –           | 1997     | –         |
| Democrat       | –             | –           | 1999     | –         |
| Sinjon         | –             | –           | 1999     | –         |
| Touch of Class | 1973          | –           | 2000     | –         |
| Untouchable    | –             | –           | 2001     | –         |
| Calypso        | –             | –           | 2002     | –         |
| Gem Twist      | –             | –           | 2002     | –         |
| Main Spring    | –             | –           | 2003     | –         |
| Snowbound      | –             | –           | 2004     | –         |
| For The Moment | –             | –           | 2005     | –         |
| Abdullah       | –             | –           | 2009     | –         |
| Miss Budweiser | –             | –           | 2009     | –         |
| Riviera Wonder | –             | –           | 2009     | –         |